# Kanton Manosque-1
Der Kanton Manosque-1 ist ein französischer Wahlkreis im Département Alpes-de-Haute-Provence in der Region Provence-Alpes-Côte d’Azur. Er umfasst einen Teil der Gemeinde Manosque und zwei weitere Gemeinden im Arrondissement Forcalquier. Durch die landesweite Neuordnung der französischen Kantone wurde er 2015 neu geschaffen.

## Gemeinden
Der Kanton besteht aus drei Gemeinden und Gemeindeteilen mit insgesamt 12.430 Einwohnern (Stand: 1. Januar 2022) auf einer Gesamtfläche von 56,08 km²:
| Gemeinde          | Einwohner 1. Januar 2022 | Fläche km² | Dichte Einw./km² | Code INSEE | Postleitzahl |
| ----------------- | ------------------------ | ---------- | ---------------- | ---------- | ------------ |
| Manosque          | 8.267                    | 9,30       | 889              | 04112      | 04100        |
| Montfuron         | 220                      | 18,88      | 12               | 04128      | 04110        |
| Pierrevert        | 3.943                    | 27,90      | 141              | 04152      | 04860        |
| Kanton Manosque-1 | 12.430                   | 56,08      | 222              | 0407       | –            |

1. ↑   Nur der südwestliche Teil der Gemeinde, der Rest verteilt sich auf die Kantone Manosque-2 und Manosque-3.

## Politik
| Vertreter im Départementsrat | Vertreter im Départementsrat     | Vertreter im Départementsrat |
| Amtszeit                     | Namen                            | Partei                       |
| ---------------------------- | -------------------------------- | ---------------------------- |
| 2015–2021                    | Jacques Bres Stéphanie Colombero | UDI LR                       |
| 2021–                        | Jacques Bres Stéphanie Colombero | UDI LR                       |